# 林全
林 全（りん ぜん、1951年〈民国40年〉12月13日 - ）は、中華民国（台湾）の政治家、経済学者。行政院長（首相に相当）、財政部長を歴任した。

## 来歴
高雄市左営区眷村にて外省人2世として生まれ、台湾の輔仁大学、国立政治大学などの名門大学を経て米国イリノイ大学にて経済学博士号を取得し、帰国後は中華研究院副研究員を勤め、2000年の陳水扁政権発足に伴い、政界入りをした。その後台北市政府財政局局長、行政院主計総処主計長や財政部部長などを歴任した。2016年5月20日に発足した蔡英文政権で行政院長となったが蔡政権の支持率が3割前後に低迷したことから翌2017年9月4日に辞任表明、9月7日に内閣総辞職し、翌8日に頼清徳の次期行政院長への就任に伴い退任した。2018年1月、東洋薬品の董事長に就任。

## 主要著作
| 発行年 | 書名                   | 著者                                                 | 出版社               | ISBN               |
| ------ | ---------------------- | ---------------------------------------------------- | -------------------- | ------------------ |
| 2010年 | 《經濟學》（六版）     | 毛慶生、朱敬一、林全、許松根、陳昭南、陳添枝、黄朝熙 | 華泰文化事業有限公司 | ISBN 9789574171224 |
| 2010年 | 《經濟學概要》（五版） | 毛慶生、朱敬一、林全、許松根、陳昭南、陳添枝、黄朝熙 | 華泰文化事業有限公司 | ISBN 9789574171248 |
| 2010年 | 《基礎經濟學》（五版） | 毛慶生、朱敬一、林全、許松根、陳昭南、陳添枝、黄朝熙 | 華泰文化事業有限公司 | ISBN 9789574171231 |
| 2010年 | 《經濟學的視野》       | 朱敬一、林全                                         | 聯經出版事業公司     | ISBN 9789570835656 |